# Mięsień płaszczkowaty

Mięśnie płaszczkowate

Mięsień płaszczkowaty (łac. musculus soleus) – w anatomii człowieka szeroki i gruby mięsień należący do warstwy powierzchownej grupy tylnej mięśni goleni. Jest zmienny, czasem nie występuje wcale. Przyczep początkowy ma na powierzchni tylnej głowy kości strzałkowej, łuku ścięgnistym, kresie mięśnia płaszczkowatego kości piszczelowej i tylnej powierzchni kości piszczelowej. Jego ścięgno łączy się ze ścięgnem mięśnia brzuchatego łydki, tworząc ścięgno piętowe (Achillesa), kończące się na kości piętowej.
Razem z mięśniem brzuchatym łydki zgina podeszwowo stopę, odwraca ją i przywodzi, działając na stawy skokowe.
Unaczyniony jest przez tętnicę strzałkową i tętnicę piszczelową tylną, a unerwiony przez gałązki nerwu piszczelowego (L4–5, S1–2).